# UEFA Women’s Champions League 2021/22

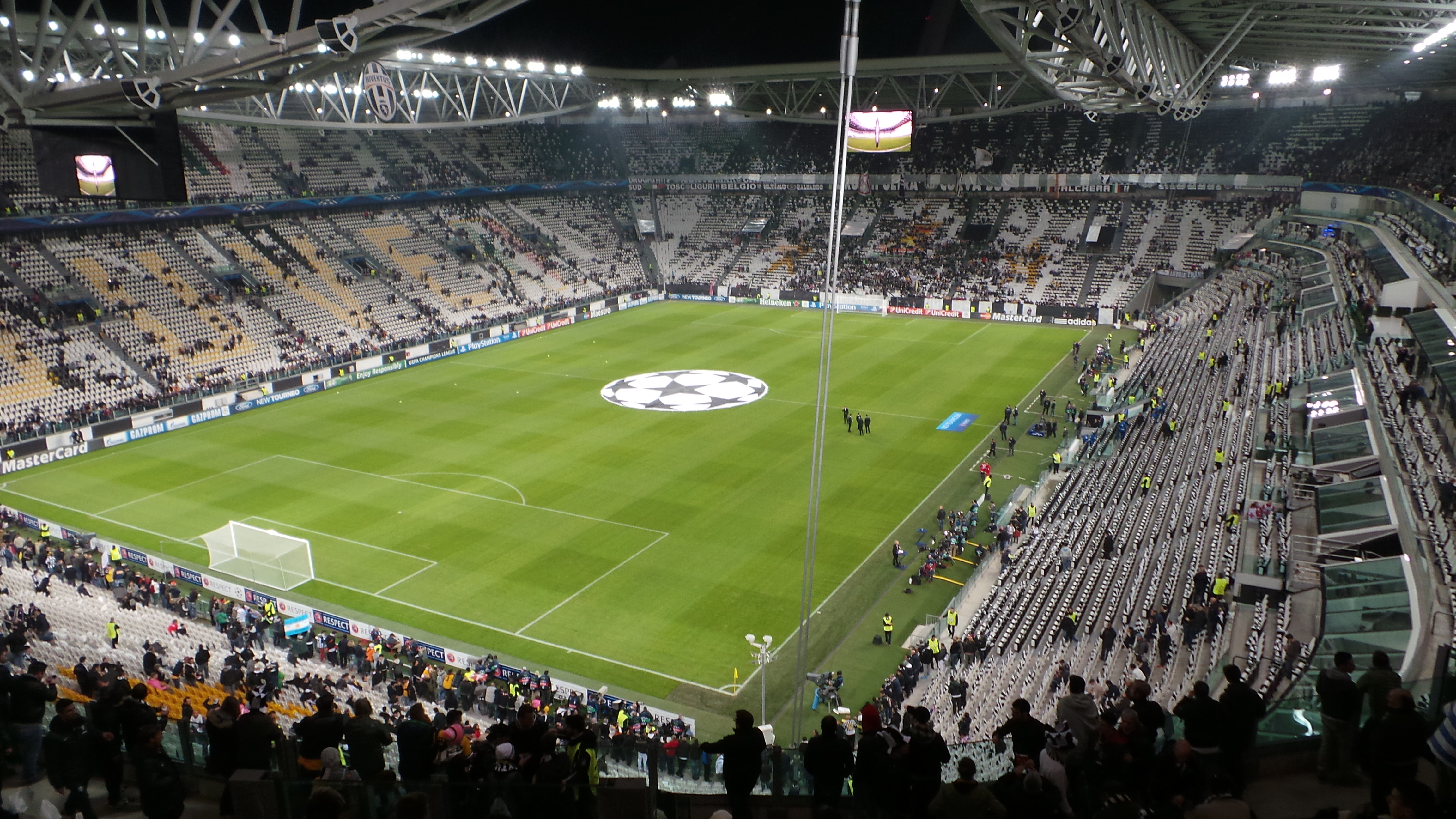
Im Juventus Stadium in Turin fand das Endspiel statt.

Die UEFA Women’s Champions League 2021/22 war die 21. Ausspielung des europäischen Meisterwettbewerbs für Frauenfußballvereine und die dreizehnte unter dieser Bezeichnung. Es war die erste Saison mit einer vollständigen Gruppenphase. Ebenso stellten die besten sechs Verbände erstmals einen dritten Teilnehmer.
Das Endspiel fand am 21. Mai 2022 im Juventus Stadium, dem Stadion von Juventus Turin, in Turin statt.
Erstmals wurde ab dieser Saison die Auswärtstorregel in der Qualifikation sowie der K.-o.-Phase nicht mehr angewendet. Stattdessen wurde bei jeglicher Torgleichheit über zwei Spiele eine Verlängerung ausgetragen. Sollten in dieser gleich viele oder keine Tore fallen, folgte das Elfmeterschießen. Analog dazu entfiel in der Gruppenphase die Anzahl von Auswärtstoren im direkten Vergleich als Kriterium.

## Mannschaften
| Rang | Verband     | Koeff. | Starter |
| ---- | ----------- | ------ | ------- |
| 1    | Frankreich  | 96,000 | 3       |
| 2    | Deutschland | 73,000 | 3       |
| 3    | Spanien     | 58,000 | 3       |
| 4    | England     | 56,500 | 3       |
| 5    | Schweden    | 45,500 | 3       |
| 6    | Tschechien  | 40,500 | 3       |
| 7    | Dänemark    | 34,500 | 2       |
| 8    | Niederlande | 33,000 | 2       |
| 9    | Italien     | 30,500 | 2       |
| 10   | Kasachstan  | 29,000 | 2       |
| 11   | Norwegen    | 27,500 | 2       |
| 12   | Island      | 26,000 | 2       |
| 13   | Schweiz     | 24,000 | 2       |
| 14   | Schottland  | 23,000 | 2       |
| 15   | Russland    | 22,500 | 2       |
| 16   | Belarus     | 19,000 | 2       |
| 17   | Zypern      | 16,000 | 1       |
| 18   | Serbien     | 15,500 | 1       |
| 19   | Österreich  | 15,000 | 1       |

| Rang | Verband                 | Koeff. | Starter |
| ---- | ----------------------- | ------ | ------- |
| 20   | Litauen                 | 14,500 | 1       |
| 21   | Polen                   | 14,500 | 1       |
| 22   | Belgien                 | 12,500 | 1       |
| 23   | Portugal                | 12,000 | 1       |
| 24   | Bosnien und Herzegowina | 12,000 | 1       |
| 25   | Rumänien                | 11,000 | 1       |
| 26   | Finnland                | 10,500 | 1       |
| 27   | Ukraine                 | 10,000 | 1       |
| 28   | Griechenland            | 9,500  | 1       |
| 29   | Ungarn                  | 9,000  | 1       |
| 30   | Türkei                  | 7,500  | 1       |
| 31   | Irland                  | 7,500  | 1       |
| 32   | Albanien                | 7,000  | 1       |
| 33   | Kroatien                | 7,000  | 1       |
| 34   | Slowenien               | 6,000  | 1       |
| 35   | Israel                  | 5,000  | 1       |
| 36   | Estland                 | 4,500  | 1       |
| 37   | Bulgarien               | 4,500  | 1       |

| Rang | Verband        | Koeff. | Starter    |
| ---- | -------------- | ------ | ---------- |
| 38   | Kosovo         | 4,000  | 1          |
| 39   | Slowakei       | 4,000  | 1          |
| 40   | Wales          | 3,500  | 1          |
| 41   | Montenegro     | 3,000  | 1          |
| 42   | Färöer         | 2,500  | 1          |
| 43   | Nordirland     | 2,000  | 1          |
| 44   | Malta          | 1,000  | 1          |
| 45   | Lettland       | 1,000  | 1          |
| 46   | Moldau         | 0,500  | 1          |
| 47   | Nordmazedonien | 0,000  | 1          |
| 48   | Georgien       | 0,000  | 1          |
| 49   | Luxemburg      | 0,000  | 1          |
| 50   | Armenien       | 0,000  | 1          |
| –    | Aserbaidschan  | —      | 1          |
| –    | Gibraltar      | —      | 1          |
| –    | Andorra        | —      | Keine Liga |
| –    | Liechtenstein  | —      | Keine Liga |
| –    | San Marino     | —      | Keine Liga |

## Qualifikation

### Erste Runde
Es traten 60 Mannschaften in Vierer-Miniturnieren an. Hierbei spielten Champions- und Platzierungsweg getrennt. Die 15 Sieger qualifizierten sich für Runde 2.

#### Champions-Weg
|                      | Ergebnis  |                        |
| -------------------- | --------- | ---------------------- |
| Breiðablik Kópavogur | 7:0       | KÍ Klaksvík            |
| FC Gintra            | 2:0       | FC Flora Tallinn       |
|                      |           |                        |
| Glasgow City FC      | 3:0       | FC Birkirkara          |
| BIIK Kazygurt        | 4:0       | ŠK Slovan Bratislava   |
|                      |           |                        |
| RSC Anderlecht       | 3:0       | Hayasa                 |
| ŽNK Osijek           | 5:0       | ŽFK Breznica           |
|                      |           |                        |
| SFK 2000 Sarajevo    | 0:1       | RFC Union Luxemburg    |
| Benfica Lissabon     | 4:0       | SC Kirjat Gat          |
|                      |           |                        |
| FCU Olimpia Cluj     | 0:4       | Åland United           |
| Servette Chênois     | 1:0       | Glentoran              |
|                      |           |                        |
| ZSKA Moskau          | 4:1 n. V. | Swansea City           |
| Apollon Limassol     | 2:0 n. V. | Dinamo-BGU Minsk       |
|                      |           |                        |
| PAOK Thessaloniki    | 6:0       | Agarista-ȘS Anenii Noi |
| Vålerenga Oslo       | 5:0       | KFF Mitrovica          |
|                      |           |                        |
| Juventus Turin       | 12:0      | FK Sasa                |
| SKN St. Pölten       | 7:0       | Beşiktaş Istanbul      |
|                      |           |                        |
| FC Twente Enschede   | 9:0       | FC Nike Tiflis         |
| Spartak Subotica     | 5:2       | Peamount United        |
|                      |           |                        |
| Schytlobud-1 Charkiw | 5:1       | FC NSA Sofia           |
| ŽNK Pomurje Beltinci | 6:1       | FK RFS                 |
|                      |           |                        |
| Ferencváros Budapest | 2:1       | Czarni Sosnowiec       |
| KS Vllaznia Shkodra  | -         | Freilos                |

|                        | Ergebnis              |                      |
| ---------------------- | --------------------- | -------------------- |
| KÍ Klaksvík            | 0:1                   | FC Flora Tallinn     |
| FC Birkirkara          | 0:1 n. V.             | ŠK Slovan Bratislava |
| Hayasa                 | 2:3                   | ŽFK Breznica         |
| SFK 2000 Sarajevo      | 1:1 n. V. (4:2 i. E.) | SC Kirjat Gat        |
| FCU Olimpia Cluj       | 0:2                   | Glentoran            |
| Dinamo-BGU Minsk       | 2:0                   | Swansea City         |
| Agarista-ȘS Anenii Noi | 0:3                   | KFF Mitrovica        |
| Beşiktaş Istanbul      | 4:0                   | FK Sasa              |
| FC Nike Tiflis         | 0:3 W A               | Peamount United      |
| FC NSA Sofia           | 2:1                   | FK RFS               |
| Czarni Sosnowiec       | :                     | entfällt             |

|                      | Ergebnis              |                      |
| -------------------- | --------------------- | -------------------- |
| Breiðablik Kópavogur | 8:1                   | FC Gintra            |
| Glasgow City FC      | 1:0                   | BIIK Kazygurt        |
| RSC Anderlecht       | 0:1                   | ŽNK Osijek           |
| RFC Union Luxemburg  | 0:7                   | Benfica Lissabon     |
| Åland United         | 0:1                   | Servette Chênois     |
| ZSKA Moskau          | 1:2                   | Apollon Limassol     |
| PAOK Thessaloniki    | 0:2                   | Vålerenga Oslo       |
| Juventus Turin       | 4:1                   | SKN St. Pölten       |
| FC Twente Enschede   | 5:3 n. V.             | Spartak Subotica     |
| Schytlobud-1 Charkiw | 4:1                   | ŽNK Pomurje Beltinci |
| Ferencváros Budapest | 0:0 n. V. (1:4 i. E.) | KS Vllaznia Shkodra  |

#### Platzierungsweg
|                    | Ergebnis |                       |
| ------------------ | -------- | --------------------- |
| 1899 Hoffenheim    | 1:0      | Valur Reykjavík       |
| FC Zürich          | 1:2      | AC Mailand            |
|                    |          |                       |
| Brøndby IF         | 0:1      | Kristianstads DFF     |
| Girondins Bordeaux | 2:1      | Slovácko              |
|                    |          |                       |
| UD Levante         | 2:1      | Celtic Glasgow        |
| FK Minsk           | 1:2      | Rosenborg Trondheim   |
|                    |          |                       |
| Arsenal Women FC   | 4:0      | Oqschetpes Kökschetau |
| PSV Eindhoven      | 3:1      | Lokomotive Moskau     |

|                       | Ergebnis  |                   |
| --------------------- | --------- | ----------------- |
| Valur Reykjavík       | 3:1       | FC Zürich         |
| Brøndby IF            | 2:1       | Slovácko          |
| FC Minsk              | 3:2 n. V. | Celtic Glasgow    |
| Oqschetpes Kökschetau | 0:4       | Lokomotive Moskau |

|                    | Ergebnis  |                     |
| ------------------ | --------- | ------------------- |
| 1899 Hoffenheim    | 2:0       | AC Mailand          |
| Girondins Bordeaux | 3:1       | Kristianstads DFF   |
| UD Levante         | 4:3 n. V. | Rosenborg Trondheim |
| Arsenal Women FC   | 3:1       | PSV Eindhoven       |

### Zweite Runde
In zwölf K.-o.-Spielen mit Hin- und Rückspiel (sieben im Champions-Weg, fünf im Platzierungsweg) wurde ermittelt, wer sich für die Gruppenphase qualifiziert. Die Hinspiele fanden am 31. August bzw. 1. September, die Rückspiele am 8./9. September statt.

#### Champions-Weg
|                     | Gesamt |                      | Hinspiel | Rückspiel |
| ------------------- | ------ | -------------------- | -------- | --------- |
| Sparta Prag         | 0:3    | HB Køge              | 0:1      | 0:2       |
| ŽNK Osijek          | 1:4    | Breiðablik Kópavogur | 1:1      | 0:3       |
| KS Vllaznia Shkodra | 0:3    | Juventus Turin       | 0:2      | 0:1       |
| FC Twente Enschede  | 1:5    | Benfica Lissabon     | 1:1      | 0:4       |
| Apollon Ladies      | 2:5    | Schytlobud-1 Charkiw | 1:2      | 1:3       |
| Servette Chênois    | 3:2    | Glasgow City FC      | 1:1      | 2:1       |
| Vålerenga Oslo      | 3:6    | BK Häcken            | 1:3      | 2:3       |

#### Platzierungsweg
|                  | Gesamt          |                    | Hinspiel | Rückspiel |
| ---------------- | --------------- | ------------------ | -------- | --------- |
| UD Levante       | 2:4             | Olympique Lyon     | 1:2      | 1:2       |
| Arsenal Women FC | 7:0             | Slavia Prag        | 3:0      | 4:0       |
| Real Madrid      | 2:1             | Manchester City    | 1:1      | 1:0       |
| VfL Wolfsburg    | 5:5 (3:0 i. E.) | Girondins Bordeaux | 3:2      | 2:3 n. V. |
| FC Rosengård     | 3:6             | 1899 Hoffenheim    | 0:3      | 3:3       |

## Gruppenphase
Hier trafen der Titelverteidiger FC Barcelona und die Meister aus Deutschland, Frankreich und England auf die 12 siegreichen Teams der Qualifikation. Gespielt wurde eine volle Gruppenphase (6 Spiele pro Mannschaft), aus der zwei Teams pro Gruppe ins Viertelfinale kamen. Die vier automatischen Starter waren für die Auslosung in Topf 1 gesetzt, Topf 2 bis 4 wurden nach dem UEFA-Fünfjahres-Koeffizienten eingeteilt. Die Auslosung erfolgte am 13. September. Die Gruppenspiele wurden in der Zeit vom 5. Oktober bis zum 16. Dezember 2021 ausgetragen.

### Gruppe A
| Pl.                      | Verein           | Sp. | S | U | N | Tore    | Diff. | Punkte |
| ------------------------ | ---------------- | --- | - | - | - | ------- | ----- | ------ |
| 1.                       | VfL Wolfsburg    | 6   | 3 | 2 | 1 | 017:700 | +10   | 11     |
| 2.                       | Juventus Turin   | 6   | 3 | 2 | 1 | 012:400 | +8    | 11     |
| 3.                       | FC Chelsea       | 6   | 3 | 2 | 1 | 013:800 | +5    | 11     |
| 4.                       | Servette Chênois | 6   | 0 | 0 | 6 | 000:230 | −23   | 0      |
| Stand: 16. Dezember 2021 |                  |     |   |   |   |         |       |        |

| 6. Oktober 2021             |           |                             |                   |
| Servette FC Chênois Féminin | 0:3 (0:1) | Juventus Turin              | Stade de Genève   |
| FC Chelsea                  | 3:3 (1:2) | VfL Wolfsburg               | Kingsmeadow       |
| 13. Oktober 2021            |           |                             |                   |
| Juventus Turin              | 1:2 (1:1) | FC Chelsea                  | Juventus Stadium  |
| VfL Wolfsburg               | 5:0 (3:0) | Servette FC Chênois Féminin | Wolfsburg Stadion |
| 9. November 2021            |           |                             |                   |
| Servette FC Chênois Féminin | 0:7 (0:6) | FC Chelsea                  | Stade de Genève   |
| Juventus Turin              | 2:2 (1:1) | VfL Wolfsburg               | Juventus Stadium  |
| 18. November 2021           |           |                             |                   |
| FC Chelsea                  | 1:0 (0:0) | Servette FC Chênois Féminin | Kingsmeadow       |
| VfL Wolfsburg               | 0:2 (0:0) | Juventus Turin              | Wolfsburg Stadion |
| 8. Dezember 2021            |           |                             |                   |
| Servette FC Chênois Féminin | 0:3 (0:1) | VfL Wolfsburg               | Stade de Genève   |
| FC Chelsea                  | 0:0       | Juventus Turin              | Kingsmeadow       |
| 16. Dezember 2021           |           |                             |                   |
| VfL Wolfsburg               | 4:0 (2:0) | FC Chelsea                  | Wolfsburg Stadion |
| Juventus Turin              | 4:0 (2:0) | Servette FC Chênois Féminin | Juventus Stadium  |

### Gruppe B
| Pl.                      | Verein               | Sp. | S | U | N | Tore    | Diff. | Punkte |
| ------------------------ | -------------------- | --- | - | - | - | ------- | ----- | ------ |
| 1.                       | Paris Saint-Germain  | 6   | 6 | 0 | 0 | 025:000 | +25   | 18     |
| 2.                       | Real Madrid          | 6   | 4 | 0 | 2 | 012:600 | +6    | 12     |
| 3.                       | Schytlobud-1 Charkiw | 6   | 1 | 1 | 4 | 002:150 | −13   | 04     |
| 4.                       | Breiðablik Kópavogur | 6   | 0 | 1 | 5 | 000:180 | −18   | 01     |
| Stand: 16. Dezember 2021 |                      |     |   |   |   |         |       |        |

| 6. Oktober 2021      |           |                      |                            |
| Schytlobud-1 Charkiw | 0:1 (0:1) | Real Madrid          | Metalist-Stadion           |
| Breiðablik Kópavogur | 0:2 (0:1) | Paris Saint-Germain  | Kópavogsvöllur             |
| 13. Oktober 2021     |           |                      |                            |
| Paris Saint-Germain  | 5:0 (3:0) | Schytlobud-1 Charkiw | Stade Jean Bouin           |
| Real Madrid          | 5:0 (3:0) | Breiðablik Kópavogur | Estadio Alfredo Di Stéfano |
| 9. November 2021     |           |                      |                            |
| Schytlobud-1 Charkiw | 0:0       | Breiðablik Kópavogur | Metalist-Stadion           |
| Paris Saint-Germain  | 4:0 (2:0) | Real Madrid          | Parc des Princes           |
| 18. November 2021    |           |                      |                            |
| Breiðablik Kópavogur | 0:2 (0:1) | Schytlobud-1 Charkiw | Kópavogsvöllur             |
| Real Madrid          | 0:2 (0:1) | Paris Saint-Germain  | Estadio Alfredo Di Stéfano |
| 8. Dezember 2021     |           |                      |                            |
| Schytlobud-1 Charkiw | 0:6 (0:5) | Paris Saint-Germain  | Metalist-Stadion           |
| Breiðablik Kópavogur | 0:3 (0:2) | Real Madrid          | Kópavogsvöllur             |
| 16. Dezember 2021    |           |                      |                            |
| Paris Saint-Germain  | 6:0 (2:0) | Breiðablik Kópavogur | Stade Jean Bouin           |
| Real Madrid          | 3:0 (2:0) | Schytlobud-1 Charkiw | Estadio Alfredo Di Stéfano |

### Gruppe C
| Pl.                      | Verein           | Sp. | S | U | N | Tore    | Diff. | Punkte |
| ------------------------ | ---------------- | --- | - | - | - | ------- | ----- | ------ |
| 1.                       | FC Barcelona     | 6   | 6 | 0 | 0 | 024:100 | +23   | 18     |
| 2.                       | Arsenal Women FC | 6   | 3 | 0 | 3 | 014:130 | +1    | 09     |
| 3.                       | 1899 Hoffenheim  | 6   | 3 | 0 | 3 | 011:150 | −4    | 09     |
| 4.                       | HB Køge          | 6   | 0 | 0 | 6 | 002:220 | −20   | 0      |
| Stand: 15. Dezember 2021 |                  |     |   |   |   |         |       |        |

| 5. Oktober 2021   |           |                  |                      |
| 1899 Hoffenheim   | 5:0 (1:0) | HB Køge          | Dietmar-Hopp-Stadion |
| FC Barcelona      | 4:1 (2:0) | Arsenal Women FC | Estadi Johan Cruyff  |
| 14. Oktober 2021  |           |                  |                      |
| Arsenal Women FC  | 4:0 (2:0) | 1899 Hoffenheim  | Meadow Park          |
| HB Køge           | 0:2 (0:0) | FC Barcelona     | Køge Stadion         |
| 10. November 2021 |           |                  |                      |
| HB Køge           | 1:5 (0:1) | Arsenal Women FC | Køge Stadion         |
| FC Barcelona      | 4:0 (3:0) | 1899 Hoffenheim  | Estadi Johan Cruyff  |
| 17. November 2021 |           |                  |                      |
| Arsenal Women FC  | 3:0 (1:0) | HB Køge          | Meadow Park          |
| 1899 Hoffenheim   | 0:5 (0:1) | FC Barcelona     | Dietmar-Hopp-Stadion |
| 9. Dezember 2021  |           |                  |                      |
| Arsenal Women FC  | 0:4 (0:3) | FC Barcelona     | Meadow Park          |
| HB Køge           | 1:2 (1:2) | 1899 Hoffenheim  | Køge Stadion         |
| 15. Dezember 2021 |           |                  |                      |
| 1899 Hoffenheim   | 4:1 (1:1) | Arsenal Women FC | Dietmar-Hopp-Stadion |
| FC Barcelona      | 5:0 (3:0) | HB Køge          | Estadi Johan Cruyff  |

### Gruppe D
| Pl.                      | Verein            | Sp. | S | U | N | Tore    | Diff. | Punkte |
| ------------------------ | ----------------- | --- | - | - | - | ------- | ----- | ------ |
| 1.                       | Olympique Lyon    | 6   | 5 | 0 | 1 | 019:200 | +17   | 15     |
| 2.                       | FC Bayern München | 6   | 4 | 1 | 1 | 015:300 | +12   | 13     |
| 3.                       | Benfica Lissabon  | 6   | 1 | 1 | 4 | 002:160 | −14   | 04     |
| 4.                       | BK Häcken         | 6   | 1 | 0 | 5 | 003:180 | −15   | 03     |
| Stand: 15. Dezember 2021 |                   |     |   |   |   |         |       |        |

| 5. Oktober 2021   |           |                   |                         |
| BK Häcken         | 0:3 (0:1) | Olympique Lyon    | Hisingen Arena          |
| Benfica Lissabon  | 0:0       | FC Bayern München | Benfica Campus          |
| 14. Oktober 2021  |           |                   |                         |
| Olympique Lyon    | 5:0 (2:0) | Benfica Lissabon  | Parc Olympique Lyonnais |
| FC Bayern München | 4:0 (2:0) | BK Häcken         | FC Bayern Campus        |
| 10. November 2021 |           |                   |                         |
| Olympique Lyon    | 2:1 (0:1) | FC Bayern München | Parc Olympique Lyonnais |
| Benfica Lissabon  | 0:1 (0:0) | BK Häcken         | Benfica Campus          |
| 17. November 2021 |           |                   |                         |
| FC Bayern München | 1:0 (0:0) | Olympique Lyon    | FC Bayern Campus        |
| BK Häcken         | 1:2 (0:1) | Benfica Lissabon  | Hisingen Arena          |
| 9. Dezember 2021  |           |                   |                         |
| BK Häcken         | 1:5 (1:2) | FC Bayern München | Bravida Arena           |
| Benfica Lissabon  | 0:5 (0:4) | Olympique Lyon    | Benfica Campus          |
| 15. Dezember 2021 |           |                   |                         |
| FC Bayern München | 4:0 (2:0) | Benfica Lissabon  | FC Bayern Campus        |
| Olympique Lyon    | 4:0 (1:0) | BK Häcken         | OL Training Center      |

## K.-o.-Phase
Die beiden besten Mannschaften jeder Gruppe zogen ins Viertelfinale ein. Die Gruppenersten waren gesetzt und bestritten das Rückspiel zu Hause. Die Gruppenzweiten wurden am Montag, den 20. Dezember zugelost. Einzige Einschränkung war, dass ein Gruppenzweiter nicht dem Gruppenersten seiner Gruppe zugelost werden konnte. Die Hinspiele fanden am 22./23. März 2022, die Rückspiele am 30./31. März 2022 statt.

### Viertelfinale
Im Rückspiel zwischen dem FC Barcelona und Real Madrid wurde ein neuer Zuschauer-Weltrekord für ein Frauenfußballspiel aufgestellt. Das Camp Nou war mit 91.553 Besuchern gefüllt. Der bisherige Rekord stammte vom Endspiel der Fußball-Weltmeisterschaft der Frauen 1999. Dort standen sich die Gastgeberinnen der USA und China im Rose Bowl Stadium in Pasadena vor 90.185 Zuschauern gegenüber. In anderen Quellen wird aber das Finale des II Campeonato Mundial de Fútbol Femenil 1971 in Mexiko mit 110.000 Zuschauern im Aztekenstadion als Frauenfußballspiel mit der höchsten Zuschauerzahl genannt – ein Turnier, das die FIFA allerdings nicht offiziell anerkennt.
|                  | Gesamt |                     | Hinspiel | Rückspiel |
| ---------------- | ------ | ------------------- | -------- | --------- |
| Real Madrid      | 3:8    | FC Barcelona        | 1:3      | 2:5       |
| Arsenal Women FC | 1:3    | VfL Wolfsburg       | 1:1      | 0:2       |
| Juventus Turin   | 3:4    | Olympique Lyon      | 2:1      | 1:3       |
| Bayern München   | 3:4    | Paris Saint-Germain | 1:2      | 2:2 n. V. |

### Halbfinale
Die Spiele wurden am 22. und 24. April (Hinspiele) sowie am 30. April (Rückspiele) ausgetragen.
|                | Gesamt |                     | Hinspiel | Rückspiel |
| -------------- | ------ | ------------------- | -------- | --------- |
| FC Barcelona   | 5:3    | VfL Wolfsburg       | 5:1      | 0:2       |
| Olympique Lyon | 5:3    | Paris Saint-Germain | 3:2      | 2:1       |

### Finale
| FC Barcelona                                    | FC Barcelona | Olympique Lyon | Olympique Lyon |
| ----------------------------------------------- | --- | --- | -------------- |
| FC Barcelona                                    | \| 21. Mai 2022 in Turin (Juventus Stadium) \| \| Ergebnis: 1:3 (1:3) \| \| Zuschauer: 32.257 \| \| Schiedsrichterin: Lina Lehtovaara ( Finnland) 1 \| | \| 21. Mai 2022 in Turin (Juventus Stadium) \| \| Ergebnis: 1:3 (1:3) \| \| Zuschauer: 32.257 \| \| Schiedsrichterin: Lina Lehtovaara ( Finnland) 1 \| | Olympique Lyon |
| FC Barcelona                                    | Sandra Paños – Marta Torrejón (Ana Maria Crnogorčević, 59.), Irene Paredes, Mapi León, Fridolina Rolfö (Claudia Pina, 76.) – Patricia Guijarro, Aitana Bonmatí, Alexia Putellas – Caroline Graham Hansen, Jennifer Hermoso (Asisat Oshoala, 46.), Mariona Caldentey (Lieke Martens, 59.) Cheftrainer: Jonatan Giráldez | Christiane Endler – Ellie Carpenter (Kadeisha Buchanan, 14.), Griedge Mbock Bathy (Janice Cayman, 83.), Wendie Renard , Selma Bacha – Lindsey Horan, Amandine Henry, Catarina Macário – Delphine Cascarino (Perle Morroni, 81.), Ada Hegerberg, Melvine Malard (Eugénie Le Sommer, 72.) Cheftrainerin: Sonia Bompastor | Olympique Lyon |
| FC Barcelona                                    | 1:3 Putellas (41.) | 0:1 Henry (6.) 0:2 Hegerberg (23.) 0:3 Macário (33.) | Olympique Lyon |
| FC Barcelona                                    | León, Paredes, Trainer Giráldez | Hegerberg, Macário, Morroni | Olympique Lyon |
| FC Barcelona                                    | Spieler des Spiels: Aitana Bonmatí (FC Barcelona) | | Olympique Lyon |
| 21. Mai 2022 in Turin (Juventus Stadium)        | | |                |
| Ergebnis: 1:3 (1:3)                             | | |                |
| Zuschauer: 32.257                               | | |                |
| Schiedsrichterin: Lina Lehtovaara ( Finnland) 1 | | |                |

## Beste Torschützinnen
Nachfolgend sind die besten Torschützinnen der Champions-League-Saison (ohne die Qualifikationsrunden) aufgeführt. Die Sortierung erfolgt nach Anzahl ihrer Treffer und bei gleicher Toranzahl alphabetisch.
| Rang               | Spielerin               | Klub                | Tore |
| ------------------ | ----------------------- | ------------------- | ---- |
| 1                  | Alexia Putellas         | FC Barcelona        | 11   |
| 2                  | Tabea Waßmuth           | VfL Wolfsburg       | 10   |
| 3                  | Catarina Macário        | Olympique Lyon      | 8    |
| 4                  | Marie-Antoinette Katoto | Paris Saint-Germain | 7    |
| 5                  | Ada Hegerberg           | Olympique Lyon      | 6    |
| 5                  | Jordyn Huitema          | Paris Saint-Germain | 6    |
| 7                  | Cristiana Girelli       | Juventus Turin      | 5    |
| 7                  | Jennifer Hermoso        | FC Barcelona        | 5    |
| 7                  | Jill Roord              | VfL Wolfsburg       | 5    |
| 10                 | Ramona Bachmann         | Paris Saint-Germain | 4    |
| 10                 | Aitana Bonmatí          | FC Barcelona        | 4    |
| 10                 | Sam Kerr                | FC Chelsea          | 4    |
| 10                 | Lea Schüller            | FC Bayern München   | 4    |
| Stand 21. Mai 2022 |                         |                     |      |